# Barbella capillicaulis
Barbella capillicaulis là một loài Rêu trong họ Meteoriaceae. Loài này được (Renauld & Cardot) Cardot miêu tả khoa học đầu tiên năm 1915.